# American Born Chinese
American Born Chinese é uma série de televisão de comédia de ação. A série mostra Jin Wang (Ben Wang), um aluno do décimo ano, que está lutando para se encaixar com seus colegas. Quando ele é encarregado de mostrar o local ao novo estudante de intercâmbio Wei-Chen (Jimmy Liu), ele é inesperadamente lançado em uma batalha entre deuses míticos chineses, incluindo Sun Wukong (Daniel Wu) e Guanyin (Michelle Yeoh). A série é baseada na graphic novel de mesmo nome de Gene Luen Yang, que se inspirou em sua própria adolescência na década de 1990, incorporando elementos de contos folclóricos chineses e misticismo encontrados no clássico romance chinês Jornada ao Oeste.
A série consiste em oito episódios e estreou na Disney+ em 24 de maio de 2023. Recebeu críticas geralmente positivas da crítica. Os comentaristas referiram-se a ele como uma das melhores ofertas da Disney + e elogiaram a maneira como ele ultrapassou as fronteiras culturais, suas sequências de ação e as performances do elenco, embora as críticas se voltassem para seu enredo diferente do material de origem e imprecisões da mitologia chinesa. personagens. Em janeiro de 2024, a série foi cancelada após uma temporada.

## Premissa
Jin Wang, lutando com sua vida escolar e doméstica, conhece o novo estudante de intercâmbio em sua escola, levando-o a se envolver em uma batalha entre os deuses da mitologia chinesa.

## Elenco e personagens
- Michelle Yeoh como Guanyin
- Ben Wang como Jin Wang
- Yeo Yann Yann como Christine Wang
- Chin Han como Simon Wang
- Daniel Wu como Sun Wukong
- Ke Huy Quan como Freddy Wong
- Jim Liu como Wei-Chen
- Sydney Taylor como Amelia
- Stephanie Hsu como Shiji Niangniang
- Poppy Liu como Princesa Iron Fan

## Produção

### Desenvolvimento
Em 4 de outubro de 2021, foi anunciado que o Disney+ havia aprovado uma adaptação da graphic novel de Gene Luen Yang e a ordenou direto para série, com Destin Daniel Cretton dirigindo e Charles Yu e Kelvin Yu escrevendo a série. Em 28 de abril de 2022, os designers de moda asiático-americanos Prabal Gurung e Phillip Lim se juntaram à série para trabalhar ao lado da figurinista Joy Cretton para criar figurinos. Lucy Liu confirmou que é diretora na série.

### Seleção de elenco
Em fevereiro de 2022, foi relatado que Michelle Yeoh, Ben Wang, Yeo Yann Yann, Chin Han, Daniel Wu, Jonathan Ke Quan, Jim Liu e Sydney Taylor foram escalados para papéis principais. Stephanie Hsu se juntou ao elenco da série em maio, interpretando Shiji Niangniang, com Poppy Liu adicionada em junho.

### Filmagens
A fotografia principal começou em Los Angeles em 8 de fevereiro de 2022.